# Milenko Tepić
Milenko Tepić (Srp. ćirilica: Миленко Тепић; Novi Sad, 27. veljače 1987.) je srbijanski profesionalni košarkaš. Igra na poziciji bek šutera.

## Srpska košarkaška reprezentacija
Bio je član reprezentacije Srbije koja je nastupala na Eurobasketu 2007. i 2009.

## Vanjske poveznice
- Profil  Arhivirana inačica izvorne stranice od 7. siječnja 2009. (Wayback Machine) na KK Partizan
- Profil na NLB.com